# Oostelijke jagers-verzamelaars

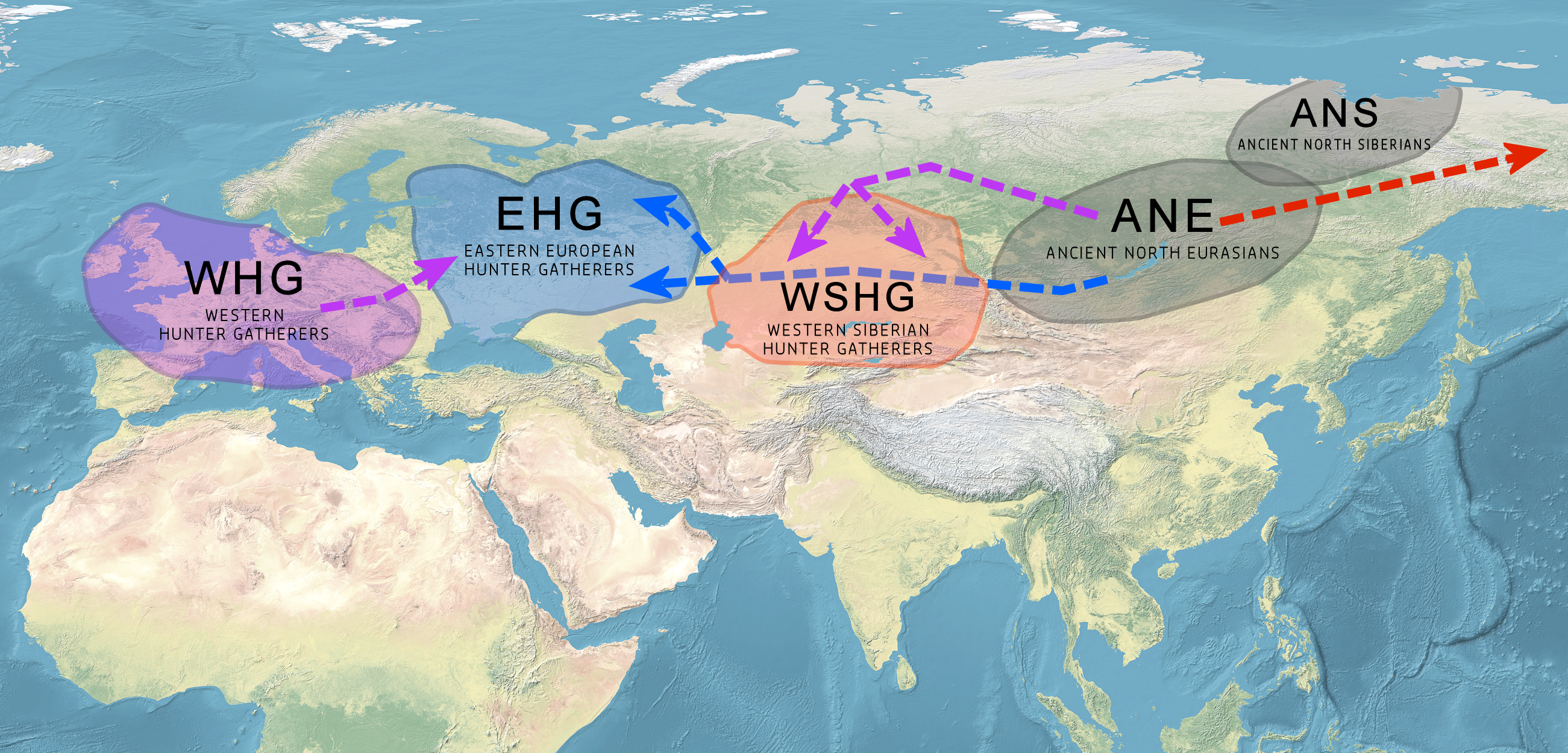
schematische vorming van de oostelijke jagers-verzamelaars (EHG) via een hoofdafkomst van Oud Noord-Euraziatisch (ANE) en een kleinere bijmenging van Westelijke jagers-verzamelaars WHG

De oostelijke jagers-verzamelaars (Engels: Eastern Hunter-Gatherers, EHG) vormen in de archeogenetica een aparte voorouderlijke component die de mesolithische jager-verzamelaars van Oost-Europa vertegenwoordigt. 
Het genetische profiel van de oostelijke jagers-verzamelaars is voornamelijk afkomstig van de Oud Noord-Euraziatisch (Ancient North Eurasian, ANE) genoemde bevolking geïntroduceerd vanuit Siberië, met een secundaire en kleinere bijmenging van Europese westelijke jagers-verzamelaars (Western Hunter-Gatherers, WHG). Toch wordt de relatie tussen de voorouderlijke componenten van ANE en EHG nog niet goed begrepen vanwege het gebrek aan monsters die de ruimtelijk-temporele kloof zouden kunnen overbruggen. 
Tijdens het mesolithicum bewoonden de EHG’s een gebied dat zich uitstrekte van de Oostzee tot de Oeral en naar het zuiden tot aan de Pontisch-Kaspische steppe. Samen met de Scandinavische jagers-verzamelaars (Scandinavian Hunter-Gatherers, SHG) en de westelijke jagers-verzamelaars vormden de EHG’s een van de drie belangrijkste genetische groepen in de postglaciale periode van het vroege Holoceen in Europa. De grens tussen WHG's en EHG's liep grofweg van de benedenloop van de Donau noordwaarts langs de westelijke bossen van de Dnjepr richting de westelijke Oostzee. 
Tijdens het neolithicum en de vroege kopertijd, waarschijnlijk tijdens het 4e millennium v.Chr., vermengden de EHG zich op de Pontisch-Kaspische steppe met de Kaukasische jagers-verzamelaars (Caucasian Hunter-Gatherers, CHG's), waarbij de resulterende populatie de genetische cluster vormde die bekend staat als de westelijke steppeherders (Western Steppe Herders, WSH). Er wordt aangenomen dat deze WSH-bevolking nauw verbonden was met de Jamnacultuur en dat deze een enorme migratie heeft doorgemaakt, wat heeft geleid tot de verspreiding van Indo-Europese talen over grote delen van Eurazië.

## Onderzoek

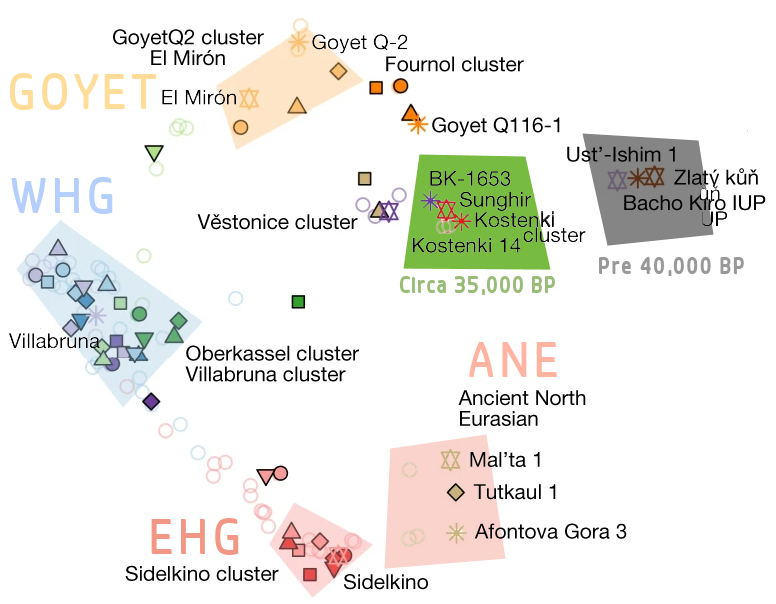
Genetisch gezien waren de EHG (rood) het nauwst verwant aan de ANE (roze).

Haak et al. (2015) identificeerden de EHG als een afzonderlijk genetisch cluster bij slechts twee mannen. De EHG-man van Samara (gedateerd op ca. 5650–5550 v.Chr.) droeg Y-haplogroep R1b1a1a* en mt-haplogroep U5a1d. De andere EHG-man, begraven in Karelië (gedateerd op ca. 5.500-5.000 v.Chr.) droeg Y-haplogroep R1a1 en mt-haplogoup C1g. De auteurs van het onderzoek identificeerden ook een WHG-cluster en een SHG-cluster, die tussen WHG en EHG in liggen. Zij opperden dat EHG's een gemengde voorouder hadden van Oud Noord-Euraziatisch (ANE) en WHG's. Onderzoekers hebben verschillende modellen voor de verhouding van bijmengingen voorgesteld voor EHG's uit WHG's en ANE's. Posth et al. (2023) ontdekten dat de meeste EHG-individuen voor ongeveer 70% ANE-afkomst hadden en voor ongeveer 30% WHG-afkomst. De WHG-afkomst was hoogstwaarschijnlijk niet rechtstreeks afkomstig van de clusters Oberkassel en Villabruna, maar van een verwante en nog niet bemonsterde Epigravettien-populatie. De grote bijdrage van Oud Noord-Euraziatisch is ook zichtbaar in een subtiele affiniteit van de EHG met de 40.000 jaar oude Tianyuanmens uit Noord-China en andere Oost-/Zuidoost-Aziaten, wat verklaard kan worden door een genenstroom van een Tianyuan-gerelateerde bron naar de ANE (vertegenwoordigd door Malta 1 en Afontova Gora 3), die later substantieel bijdroeg aan de vorming van de EHG. 
De vorming van de EHG-vooroudercomponent zou naar schatting 13.000 tot 15.000 BP hebben plaatsgevonden. EHG-geassocieerde resten behoorden primair tot de Y-chromosoom-haplogroepen R1, met een lagere frequentie van haplogroep J en Q. Hun mitochondriale chromosomen behoorden primair tot haplogroep U2, U4, U5, evenals C1 en R1b. De genenstroom van een Oost-Aziatische bron naar de EHG droeg ongeveer 9,4% bij (4,4%–14,7%). 
EHG's konden zich al in de kopertijd (5.200-4.000 v.Chr.) hebben vermengd met een "Armeens-achtige bron" uit West-Azië, die de Jamnacultuur vormde. De mensen van de Jamnacultuur bleken een mix te zijn van EHG en een bevolking uit West-Azië. In het 3e millennium v.Chr. ondernam het Jamna-volk een enorme expansie door heel Europa, wat het genetische landschap van het continent aanzienlijk veranderde. De expansie gaf aanleiding tot culturen zoals de touwbekercultuur en was mogelijk de bron van de verspreiding van de Indo-Europese talen in Europa. 
De mensen van de mesolithische Kundacultuur en Narvacultuur van het Oost-Baltische gebied waren een mengeling van WHG en EHG, en vertoonden de grootste verwantschap met WHG. Uit monsters uit het Oekraïense mesolithicum en neolithicum bleek dat deze dicht op elkaar zaten tussen WHG en EHG. Dit suggereert dat er bij de Dnjeprstroomversnellingen genetische continuïteit was gedurende een periode van 4000 jaar. De Oekraïense monsters behoorden uitsluitend tot de moederlijke haplogroep U, die in ongeveer 80% van alle Europese jager-verzamelaarsmonsters voorkomt. 
De mensen van de kamkeramiekcultuur in het Oost-Baltische gebied hadden 65% EHG-afkomst. Dit staat in contrast met de eerdere jager-verzamelaars in het gebied, die nauwer verwant waren aan de WHG. Dit werd aangetoond met behulp van een Y-DNA-monster dat werd geëxtraheerd van een kamkeramiek-individu, hetgeen behoorde tot R1a15-YP172. De vier geëxtraheerde monsters mtDNA bestonden uit twee monsters U5b1d1, één monster U5a2d en één monster U4a. 
Günther et al. (2018) analyseerden 13 SHG's en ontdekten dat ze allemaal EHG-afkomst hadden. Over het algemeen hadden SHG's uit West- en Noord-Scandinavië meer EHG-afkomst (ca. 49%) dan individuen uit Oost-Scandinavië (ca. 38%). De auteurs opperden dat de SHG's een mix waren van WHG's die vanuit het zuiden naar Scandinavië waren gemigreerd en EHG's die later vanuit het noordoosten langs de Noorse kust naar Scandinavië waren gemigreerd. SHG's vertoonden hogere frequenties van genetische varianten die een lichte huid veroorzaken (SLC45A2 en SLC24A5) en lichte ogen (OCA/Herc2) dan WHG's en EHG's. 
Er werd ook vastgesteld dat leden van de Kunda- en Narvacultuur nauwer verwant waren aan de WHG, terwijl de kamkeramiekmensen nauwer verwant waren aan de EHG. Er werd vastgesteld dat de noordelijke en oostelijke gebieden van de Oost-Baltische regio nauwer verwant waren aan EHG dan de zuidelijke gebieden. Uit het onderzoek bleek dat EHG's, net als SHG's en de Baltische jager-verzamelaars, hoge frequenties van de afgeleide allelen voor SLC24A5 en SLC45A2 bevatten, wat coderingen zijn voor een lichte huid. 
Mathieson et al. (2018) analyseerden de genetica van een groot aantal skeletten uit prehistorisch Oost-Europa. Zevenendertig monsters kwamen uit het Oekraïense mesolithicum en neolithicum (9.500-6.000 v.Chr.). Deze werden geclassificeerd als intermediair tussen EHG en SHG. De mannen behoorden uitsluitend tot de R-haplotypen (met name de subclades van R1b1 en R1a) en I-haplotypen (met name de subclades van I2). Het mitochondriale DNA behoorde bijna uitsluitend tot U (met name de subclades U5 en U4). 
Er werd een groot aantal individuen geanalyseerd die afkomstig waren van de Zvejnieki-begraafplaats. Deze personen behoorden voornamelijk tot de Kundacultuur en de Narvacultuur. In de eerdere fasen waren deze personen voornamelijk van WHG-afkomst, maar na verloop van tijd werd EHG-afkomst dominant. Het Y-DNA van deze site behoorde bijna uitsluitend tot haplotypes van haplogroep R1b1a1a en I2a1. Het mtDNA behoorde uitsluitend tot haplogroep U (met name subclades van U2, U4 en U5). 
Geschat wordt dat veertig individuen afkomstig uit drie vindplaatsen uit het Lepenski Vir-mesolithicum op de Balkan voor 85% uit WHG en voor 15% uit EHG afkomstig waren. De mannen op deze sites bezaten uitsluitend R1b1a- en I- haplotypes (voornamelijk subclades van I2a). Het mitochondriaal DNA behoorde grotendeels tot U (met name subclades van U5 en U4). 
Bij de mensen van de Cucutenicultuur werd vastgesteld dat deze voor ongeveer 20% uit jager-verzamelaars bestonden, wat tussen EHG en WHG in lag. 
Narasimshan et al. (2019) opperden een nieuw voorouderlijk element: de West-Siberische jagers-verzamelaars (Western Siberian Hunter-Gatherers, WSHG). WSHG's bevatten ongeveer 20% EHG-afkomst, 73% ANE-afkomst en 6% Oost-Aziatische afkomst. 

### Westelijke Steppeherders
Tijdens de kopertijd ontstonden uit een fusie tussen de oostelijke jagers-verzamelaars  en de Kaukasische jagers-verzamelaars (Caucasus Hunter-Gatherers, CHG) de Westelijke Steppeherders (WSH), geassocieerd met de Jamnacultuur. Sommigen stellen dat de EHG hier een mogelijke bron vormden voor de Proto-Indo-Europese taal. In tegenstelling tot de Jamnacultuur of nauw verwante WSH-groepen, die geassocieerd worden met sprekers van het Proto-Indo-Europees, vertonen de EHG-rijke Dnjepr-Donetscultuur-mensen geen enkel bewijs van afkomst van de Kaukasische jagers-verzamelaars (CHG) of Vroege Europese Landbouwers (EEF). Zowel Dnjepr-Donets-mannen als Jamna-mannen hebben dezelfde vaderlijke haplogroepen (R1b en I2a), wat suggereert dat de CHG- en EEF-vermenging bij de Jamna ontstond door vermenging van EHG-mannen met EEF- en CHG-vrouwen. Op basis hiervan suggereert David W. Anthony dat de Indo-Europese talen oorspronkelijk werden gesproken door EHG's die in Oost-Europa woonden. 

## Fysieke verschijning

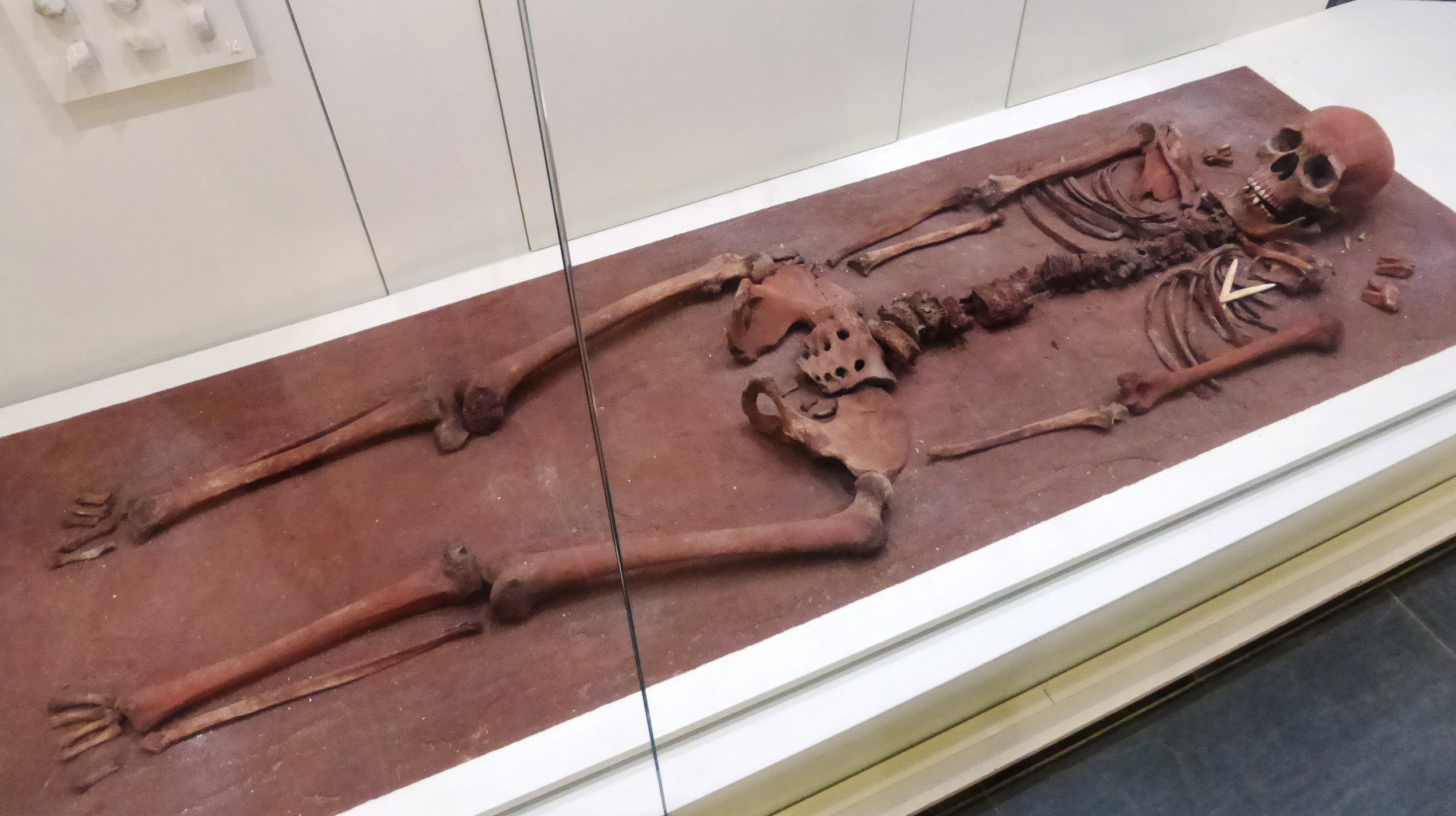
skelet van Joezjny Oleni-eiland

Er wordt gesuggereerd dat de EHG's voornamelijk bruine ogen en een lichte huid hadden, met "intermediaire frequenties van blauwogige varianten" en "hoge frequenties van lichte huid-varianten." Een EHG uit Karelië werd door Günther (2018) bepaald als een persoon met een hoge waarschijnlijkheid van bruine ogen en donker haar, en met een intermediaire huidskleur. Een andere EHG uit Samara werd voorspeld als lichtgekleurd en er werd vastgesteld dat de kans groot was dat hij blauwe ogen had en een lichte haarkleur, met een berekende kans van 75% dat hij blond haar had. 
Het rs12821256- allel van het KITLG -gen dat de ontwikkeling van melanocyten en de melaninesynthese reguleert en geassocieerd wordt met blond haar, en voor het eerst werd gevonden bij een individu uit Afontova Gora in Siberië daterend van rond 17.000 BP, werd aangetroffen bij drie oostelijke jager-verzamelaars uit Samara, Motala en Oekraïne c. 10.000 BP, wat suggereert dat dit allel zijn oorsprong vond in de Oud Noord-Euraziatische bevolking, voordat het zich verspreidde naar West-Eurazië. 
Ook op het Joezjny Oleni-eiland in het Onegameer zijn veel overblijfselen van oostelijke jager-verzamelaars gevonden die dateren uit circa 8.100 BP. De Oud Noord-Euraziatische (ANE) afkomst vormt verreweg de belangrijkste component van de Joezjny Oleni-groep en behoren tot de hoogste binnen de oostelijke jagers-verzamelaars (EHG). 

## Materiële cultuur

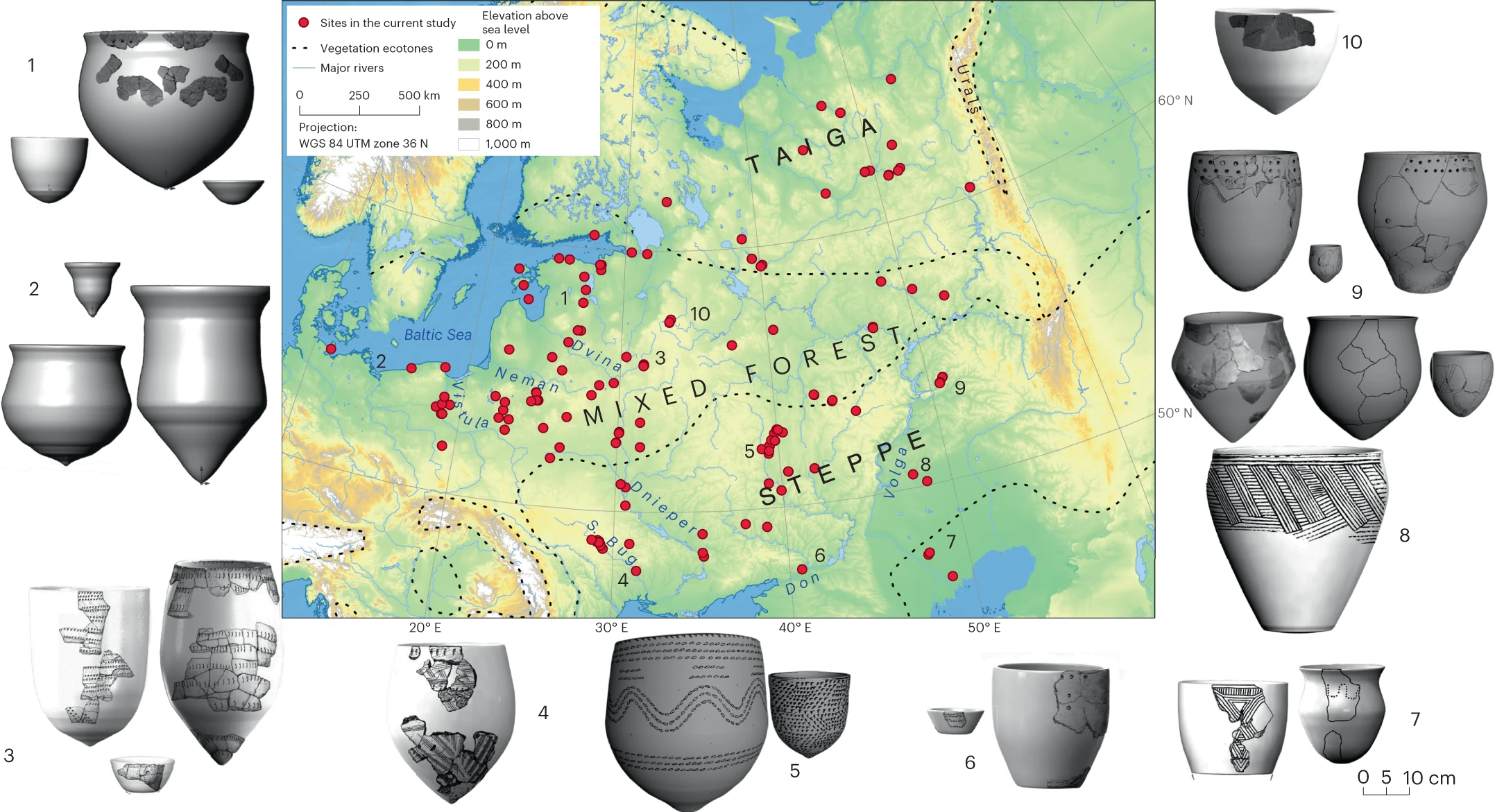
Aardewerk van Oost-Europese jager-verzamelaars gedurende het 6e millennium v.Chr., vanaf de eerste adoptie rond 5900 v.Chr. bij de Noordelijke Kaspische Zee (of mogelijk oostelijk van het Oeralgebied) tot de uiteindelijke verspreiding rond 5500 v.Chr. in het Oostzeegebied

Als jager-verzamelaars maakten de EHG's aanvankelijk gebruik van stenen werktuigen en voorwerpen van ivoor, hoorn of gewei. Vanaf circa 7.900 BP begon men aardewerk te gebruiken in het gebied van de noordelijke Kaspische Zee, of mogelijk zelfs van voorbij de Oeral. In amper drie of vier eeuwen tijd verspreidde het aardewerk zich over een afstand van ongeveer 3.000 kilometer tot aan de Oostzee. Deze technologische verspreiding verliep veel sneller dan de verspreiding van de landbouw, en vond vooral plaats via de overdracht van technologie tussen jager-verzamelaarsgroepen, in plaats van via de demografische verspreiding van landbouwers. 